# Lew i byk
Lew i byk (ros. Лев и бык) – radziecki krótkometrażowy film animowany z 1983 roku w reżyserii Fiodora Chitruka. 

## Nagrody
- VII Międzynarodowy Festiwal filmów animowanych w Espinho (Portugalia) – dyplom honorowy w kategorii filmów od 3 do 12 minut.
- XIV Międzynarodowy Festiwal Filmowy w Tampere (Finlandia) – najlepszy film animowany roku „Za mistrzowskie władanie stylem klasycznej animacji”.